# Skijaški savez Herceg-Bosne
Skijaški savez Herceg-Bosne osnovan je 16. rujna 2004. godine. Osnivači saveza su SK Blidinje Čvrsnica, SK Gorica Grude; SK Mostar i SK Široki Brijeg. Za prvog predsjednika izabran je Mario Mikulić. Uz osnivače još deset klubova čini ovaj skijaški savez: SK Striž Tomislavgrad, SK Stožer Kupres, SK Vran Kamen Fojnica, SK Ranča Jajce, SK Idovac Rama, SK Raduša Uskoplje, SK Livno, SK Blidinje Čvrsnica, SK Mostar i SK Široki Brijeg.

## Vanjske poveznice
- Službene stranice  Arhivirana inačica izvorne stranice od 9. ožujka 2011. (Wayback Machine)
- Facebook